# 群孕酮
群孕酮（英語：Trengestone，商品名为Reteroid、Retroid或Retrone）是一种黄体制剂药物，曾经用于治疗月经失调，但现已不再使用